# ألبرت ليبشابر
ألبرت جوزيف ليبشابر (بالفرنسية: Albert J. Libchaber)‏ (مواليد 23 أكتوبر 1934، باريس) هو أستاذ في جامعة روكفلر. حصل على جائزة وولف في الفيزياء في عام 1986. في عام 1999 حصل على جائزة أطباء العيون من مؤسسة فرنسا.